# Воробйов Микола Іванович
Мико́ла Іва́нович Воробйо́в (1896 , Колтиріно, Шацький повітd, Тамбовська губернія, Російська імперія  — грудень 1941 , Первомайськ, Ворошиловградська область, Українська РСР, СРСР ) — український державний діяч. Депутат Верховної Ради УРСР першого скликання (1938–1941).

## Біографія
Народився 1896 року в бідній багатодітній селянській родині в селі Колтиріно, тепер Калтиріно, Шацький район, Рязанська область, Росія. Працювати в наймах почав з 14 років після смерті батька.
У 1915–1917 роках — служба в царській армії, учасник Першої світової війни.
З 1919 року — у Червоній армії, брав участь у боях на півдні України проти загонів Махна, генерала Врангеля. У 1920–1925 роках — начальник прикордонної застави.
З 1925 року — робітник-пресувальник ковальсько-пресувального цеху Одеського заводу імені Жовтневої революції. У 1935 році — делегат Всесоюзного з'їзду робітників важкої промисловості.
1938 року був обраний депутатом Верховної Ради УРСР першого скликання по Ленінській виборчій окрузі № 112 Одеської області.
Під час Німецько-радянської війни воював у складі 274-ї стрілецької дивізії. Зник безвісти у грудні 1941 року під час боїв поблизу міста Первомайськ на Луганщині.